# 憲州
憲州（けんしゅう）は、中国にかつて存在した州。唐末から金代にかけて、現在の山西省婁煩県および静楽県一帯に設置された。

## 概要
唐により設置された楼煩監牧を前身とする。楼煩監牧は隴右節度使に属し、至徳年間以後は内飛龍使に属した。楼煩監牧は嵐州刺史が兼任していたが、799年（貞元15年）に楊鉢が監牧使となると、州司に関与しなくなった。889年（龍紀元年）、楼煩監に憲州が置かれ、楼煩県が設置された。憲州は河東道に属し、楼煩・天池・玄池の3県を管轄した。
1002年（咸平5年）、北宋により憲州の州治は静楽県に移された。楼煩県は嵐州に移管された。1070年（熙寧3年）、ひとたび憲州は廃止され、静楽県は嵐州に移管された。1077年（熙寧10年）、再び憲州が置かれた。1115年（政和5年）、汾源郡の郡号を受けた。憲州は河東路に属し、静楽県を管轄した。
1151年（天徳3年）、金により憲州は管州と改称された。